# Hangry & Angry
Hangry & Angry (ハングリーアングリー, hangurii angurii, avec "&" muet ; d'abord stylisé en HANGRY&ANGRY, puis en hANGRY&ANGRY), renommé Hangry & Angry -f (HANGRY&ANGRY-f) en 2011, est un groupe de rock japonais à l'image punk / gothic lolita créé en 2008, composé de deux chanteuses : Hitomi Yoshizawa (alias « Hangry ») et Rika Ishikawa (alias « Angry »), ex-Morning Musume, également membres en parallèle des groupes Ongaku Gatas, Dream Morning Musume, et ABCHO.

## Histoire

### Hangry & Angry
Le duo formé en octobre 2008 est d'abord produit par Izam du groupe de visual kei Shazna, sous le label Zetima (lié à Sony Music) de la maison de disques Up-Front Works mais en dehors du Hello! Project, en collaboration avec la boutique de vêtements de style punk / gothic lolita homonyme HANGRY&ANGRY du styliste h.NAOTO située à Harajuku. Les deux chanteuses, dont la vraie identité reste dans un premier temps officiellement anonyme sous le maquillage et les perruques, incarnent les deux mascottes de la boutique, à l'origine deux créatures manga félines à l'image gothique et kawai venues d'une autre galaxie créées par l'illustrateur Gashicon, pour en promouvoir les vêtements et produits dérivés (notamment des peluches) à travers leurs disques et prestations scéniques, en parallèle avec leurs autres activités artistiques au Hello! Project, dont Ongaku Gatas. Leur vraie identité ne sera officiellement révélée qu'un an après leurs débuts, en septembre 2009, bien qu'elle n'ait jamais fait aucun doute pour leurs fans, mais elles continueront à n'utiliser que leurs identités de « Hangry » et « Angry » dans le cadre du duo.
Le groupe sort un premier mini-album fin 2008, puis donne un concert aux États-Unis lors de la convention Sakura-Con de Seattle en avril 2009, ce qui en fait les premières (ex-) membres du Hello! Project à se produire en occident, en excluant Hawaii. Elles sont aussi les premières à se produire en Europe, le duo donnant un concert en France lors de la convention Chibi Japan Expo en octobre 2009 à Montreuil-sur-Seine. À cette occasion, son second album Sadistic Dance sort en Europe sur le label Gan-Shin en avant première, deux semaines avant sa sortie au Japon et aux États-Unis.
En mai 2010, le duo effectue une mini-tournée européenne de quatre dates, passant par Berlin, Helsinki, Londres et Paris.

### Hangry & Angry -f
En juillet 2011, le duo, qui a quitté Zetima pour Gothuall (autre label d'Up-Front Works mais lié cette fois à Universal Music) et modifie son nom en « Hangry & Angry -f » (HANGRY&ANGRY-f ; F pour Future, mais aussi Fusion et Fashion), annonce la sortie prochaine de son premier single physique et d'un DVD de sa tournée 2010, adoptant pour l'occasion un look aux couleurs claires contrastant avec ses précédentes tenues sombres. Il est présent à la Japan Expo dans le cadre du défilé de h.NAOTO sur la scène principale, donnant également un mini-concert à son issue.
Indépendamment, les deux chanteuses y présentent aussi sous leurs vrais identités leur autre groupe, Dream Morning Musume, dont elles font partie en parallèle depuis le début de l'année avec les autres ex-membres de Morning Musume faisant partie du M-line club.
Hangry & Angry cesse officieusement ses activités fin 2011, mais à partir de mai 2012, le duo Ishikawa-Yoshizawa se produit pour quelques mois sous le nom ABCHO dans un style musical et vestimentaire totalement différent de Hangry & Angry, pour sortir un single qui sert de générique à une série anime.

## Discographie

### Hangry & Angry
Albums
Singles Digitaux
- 2008 : Kill Me Kiss Me
- 2009 : Sadistic Dance
- 2010 : Top Secret

### Hangry & Angry -f
Single
DVD